# Marknadsekonomi

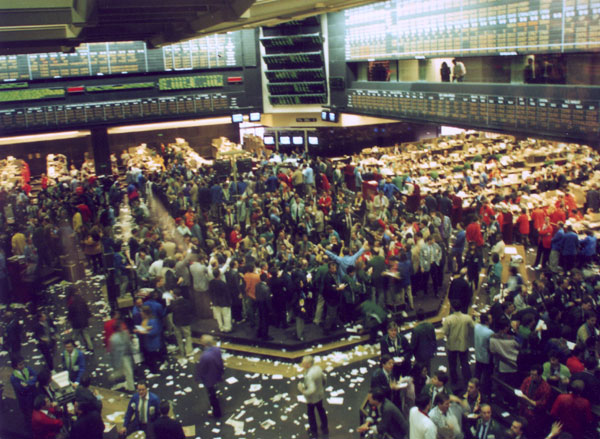
Råvarumarknaden i Chicago.

En marknadsekonomi är ett ekonomiskt system där priser på varor och tjänster fritt bestäms av utbud och efterfrågan. Priserna påverkar i sin tur produktionen och konsumtionen. Marknadsekonomi bygger på avtalsfrihet, enskild äganderätt, fri prissättning och konkurrens. Grundläggande för en marknadsekonomi är tillgång till riskvilligt kapital på en kapitalmarknad och tillgång till arbetsresurser på en arbetsmarknad.
Staten anses ha en nödvändig institutionell roll för en väl fungerande marknadsekonomi genom att upprätthålla ett rättsväsende som bland annat skyddar äganderätten, samt genom att ta hand om vissa centrala behov. I praktiken har inget land i modern tid varit en renodlad marknadsekonomi där alla samhällsfunktioner bestäms av marknaden.  I stället har de någon form av blandekonomi, där staten gör större eller mindre åtgärder för att styra ekonomin. Mycket av den politiska debatten i sådana länder handlar om balansen mellan fri marknad och statlig styrning.
Marknadsekonomi och kapitalism är snarlika begrepp. Marknadsekonomi handlar om hur priser sätts och handel sker fritt på en marknad. Kapitalismen är ett samhällssystem som bygger på privat ägande av  produktionsmedlen.